# Monterey, Kalifornien
Monterey är en historisk stad vid centrala Kaliforniens kust vid södra delen av Monterey-bukten, i Monterey County.  
Staden grundades 1770 av spanjorerna fader Junípero Serra och Gaspar de Portolà och har många fina exempel på spansk kolonialbebyggelse bevarade i stadskärnan. Monterey var huvudstad i Kalifornien under den spanska tiden (fram till 1821) och den mexikanska tiden (fram till 1846). 
I Monterey finns ett stort akvariemuséum, Monterey Bay Aquarium.
Bergskedjan Santa Lucia-bergen sträcker sig mot sydost från Monterey mot San Luis Obispo.